# Konrad Laimer
Konrad Laimer (Salzburg, 1997. május 27. –) osztrák válogatott labdarúgó, a Bundesligában szereplő Bayern München játékosa.

## Pályafutása

### Klubcsapatokban
2002 és 2007 között az USC Abersee csapatánál nevelkedett. Ezután csatlakozott a Red Bull Salzburg akadémiájához. 2014. május 2-án debütált a Liefering csapatánál, amely a Salzburg második csapata, az SV Horn ellen a 67. percben Martin Rasner váltotta őt. Szeptember 28-án a Salzburgban is debütált az SK Rapid Wien elleni bajnoki mérkőzésen. A 2016-17-es szezon legjobb játékosának választották meg a bajnokságban.
Háromszor nyert bajnokságot és kupát a klubbal.
2017 júniusában aláírt az RB Leipzig együtteséhez, amely a Red Bull-család kötelékébe tartozik. Augusztus 13-án a német kupában lépett először tétmérkőzésen pályára a klubban a Sportfreunde Dorfmerkingen elleni 5–0-s győzelmet hozó találkozón. Hat nappal később a bajnoki rajton is lehetőséget adott neki Ralph Hasenhüttl, a Schalke ellen 2–0-ra elvesztett mérkőzésen 76 percet tölthetett a pályán, majd Jean-Kévin Augustin érkezett a helyére. 2018. szeptember 20-án a Red Bull Salzburg ellen szerezte meg első gólját a német klub színeiben az Európa-ligában.
2019. január 27-én a bajnokságban is megszerezte első gólját a Fortuna Düsseldorf ellen. 2020 februárjában meghosszabbította szerződését 2023-ig.
2022. április 2-án két góllal, és egy assziszttal vette ki részét a Borussia Dortmund elleni idegenbeli 1–4-s bajnoki mérkőzésen, a 21. és a 30. percben volt eredményes, később a gólpsszt a második félidő 57. percében osztotta ki, Christopher Nkunkunak.
2023. június 9-én jelentette be a Bayern München, hogy július 1-től csatlakozik a klubhoz és 2027. június 30-ig írt alá.

### A válogatottban
Végigjárta az osztrák korosztályos válogatottakat és részt vett a 2014-es U19-es labdarúgó-Európa-bajnokságon, valamint a 2015-ös U20-as labdarúgó-világbajnokságon. 2017. június 11-én bekerült a felnőtt válogatottba és a kispadon kapott szerepet az ír labdarúgó-válogatott ellen. 2019. szeptember 6-án Lettország ellen 6–0-ra nyertek és válogatottja ötödik gólját szerezte meg. 2024. június 7-én Ralf Rangnick szövetségi kapitány 26 fős keretébe bekerült, amely a 2024-es labdarúgó-Európa-bajnokságra utazott.

## Statisztika

### Klub
2023. június 3-i állapot szerint.
| Klub              | Szezon   | Bajnokság    | Bajnokság | Bajnokság | Kupa  | Kupa  | Nemzetközi | Nemzetközi | Egyéb | Egyéb | Összes | Összes |
| Klub              | Szezon   | Osztály      | Mérk.     | Gólok     | Mérk. | Gólok | Mérk.      | Gólok      | Mérk. | Gólok | Mérk.  | Gólok  |
| ----------------- | -------- | ------------ | --------- | --------- | ----- | ----- | ---------- | ---------- | ----- | ----- | ------ | ------ |
| Liefering         | 2013–14  | Erste Liga   | 3         | 0         | 0     | 0     | —          | —          | —     | —     | 3      | 0      |
| Liefering         | 2014–15  | Erste Liga   | 8         | 0         | 0     | 0     | —          | —          | —     | —     | 8      | 0      |
| Liefering         | 2015–16  | Erste Liga   | 8         | 0         | 0     | 0     | —          | —          | —     | —     | 8      | 0      |
| Liefering         | Összesen | Összesen     | 19        | 0         | 0     | 0     | 0          | 0          | —     | —     | 19     | 0      |
| Red Bull Salzburg | 2014–15  | O.Bundesliga | 8         | 0         | 2     | 0     | 3          | 0          | —     | —     | 13     | 0      |
| Red Bull Salzburg | 2015–16  | O.Bundesliga | 18        | 1         | 3     | 3     | 0          | 0          | —     | —     | 21     | 4      |
| Red Bull Salzburg | 2016–17  | O.Bundesliga | 31        | 3         | 2     | 1     | 10         | 0          | —     | —     | 43     | 4      |
| Red Bull Salzburg | Összesen | Összesen     | 57        | 4         | 7     | 4     | 13         | 0          | —     | —     | 77     | 8      |
| RB Leipzig        | 2017–18  | Bundesliga   | 22        | 0         | 2     | 0     | 5          | 0          | —     | —     | 29     | 0      |
| RB Leipzig        | 2018–19  | Bundesliga   | 29        | 1         | 6     | 0     | 8          | 1          | —     | —     | 43     | 2      |
| RB Leipzig        | 2019–20  | Bundesliga   | 29        | 2         | 3     | 1     | 10         | 1          | —     | —     | 42     | 4      |
| RB Leipzig        | 2020–21  | Bundesliga   | 3         | 0         | 1     | 0     | 0          | 0          | —     | —     | 4      | 0      |
| RB Leipzig        | 2021–22  | Bundesliga   | 26        | 4         | 5     | 1     | 12         | 0          | —     | —     | 43     | 5      |
| RB Leipzig        | 2022–23  | Bundesliga   | 21        | 3         | 4     | 1     | 3          | 0          | 1     | 0     | 29     | 4      |
| RB Leipzig        | Összesen | Összesen     | 130       | 10        | 21    | 3     | 38         | 2          | 1     | 0     | 190    | 15     |
| Bayern München    | 2023–24  | Bundesliga   | 0         | 0         | 0     | 0     | 0          | 0          | 0     | 0     | 0      | 0      |
| Bayern München    | Összesen | Összesen     | 0         | 0         | 0     | 0     | 0          | 0          | 0     | 0     | 0      | 0      |
| Összesen          | Összesen | Összesen     | 206       | 14        | 28    | 7     | 51         | 2          | 1     | 0     | 286    | 23     |

1. 1 2  Mérkőzése(i) az Európa Ligában.
2. ↑  A Bajnokok Ligája selejtezőjében hatszor, és a Európa Ligában négyezer lépett pályára.
3. ↑  A Bajnokok Ligájában egyszer, és az Európa Ligában négyszer lépett pályára.
4. 1 2  Mérkőzése(i) a Bajnokok Ligájában.
5. ↑  A Bajnokok Ligájában hatszor, és az Európa Ligában is hatszor lépett pályára.
6. ↑  Mérkőzése(i) a(z) DFL-Supercupban

### Válogatott
2023. március 28-i állapotnak megfelelően.
| Ausztria | Ausztria | Ausztria |
| Év       | Mérk.    | Gólok    |
| -------- | -------- | -------- |
| 2017     | 0        | 0        |
| 2018     | 0        | 0        |
| 2019     | 7        | 1        |
| 2021     | 11       | 1        |
| 2022     | 6        | 0        |
| 2023     | 2        | 0        |
| Összesen | 26       | 2        |

### Góljai a válogatottban
| #  | Dátum               | Helyszín                                           | Ellenfél   | Gól | Eredmény | Verseny                                      |
| -- | ------------------- | -------------------------------------------------- | ---------- | --- | -------- | -------------------------------------------- |
| 1. | 2019. szeptember 6. | Stadion Wals-Siezenheim, Wals-Siezenheim, Ausztria | Lettország | 5–0 | 6–0      | 2020-as labdarúgó-Európa-bajnokság selejtező |
| 2. | 2021. október 9.    | Tórsvøllur, Tórshavn, Feröer                       | Feröer     | 1–0 | 2–0      | 2022-es labdarúgó-világbajnokság-selejtező   |

## Sikerei, díjai

### Klub
- Red Bull Salzburg
  - Osztrák Bundesliga: 2014–15, 2015–16, 2016–17
  - Osztrák kupa: 2015, 2016, 2017
- RB Leipzig
  - Német kupa: 2021–22,[21] 2022–23[22]

### Egyéni
- Bundesliga – A szezon legjobb játékosa: 2016–17[5]
- Európa-liga – A szezon csapatának tagja: 2021–22[23]

## Család
Testvére, Christoph Laimer szintén labdarúgó és az osztrák alacsonyabb ligás USC Abersee játékosa.